# 国家代表ワイフ
『国家代表ワイフ』（朝: 국가대표 와이프）は2021年韓国のテレビドラマ。全122話。2021年10月4日から2022年4月8日にかけてKBS1チャンネルで放送された。
憧れの江南（カンナム）を夢見て奮闘する女性を中心に繰り広げるテレビドラマ。

## 出演
- ソ・チョヒ：ハン・ダガム
- カン・ナムグ：ハン・サンジン
- ソ・ガンリム：シム・ジホ
- クム・ボラ
- ヤン・ミギョン
- オ・ユナ
- ハン・ジョンウ
- ユン・ダヨン

## スタッフ
- 演出 : チェ・ジヨン
- 脚本 : キム・ジワン